# Chapareillan
Chapareillan is een gemeente in het Franse departement Isère (regio Auvergne-Rhône-Alpes). De plaats maakt deel uit van het arrondissement Grenoble. Chapareillan telde op 1 januari 2022 3.049 inwoners.

## Geografie
De oppervlakte van Chapareillan bedroeg op 1 januari 2022 30,28 vierkante kilometer; de bevolkingsdichtheid was toen 100,7 inwoners per km².

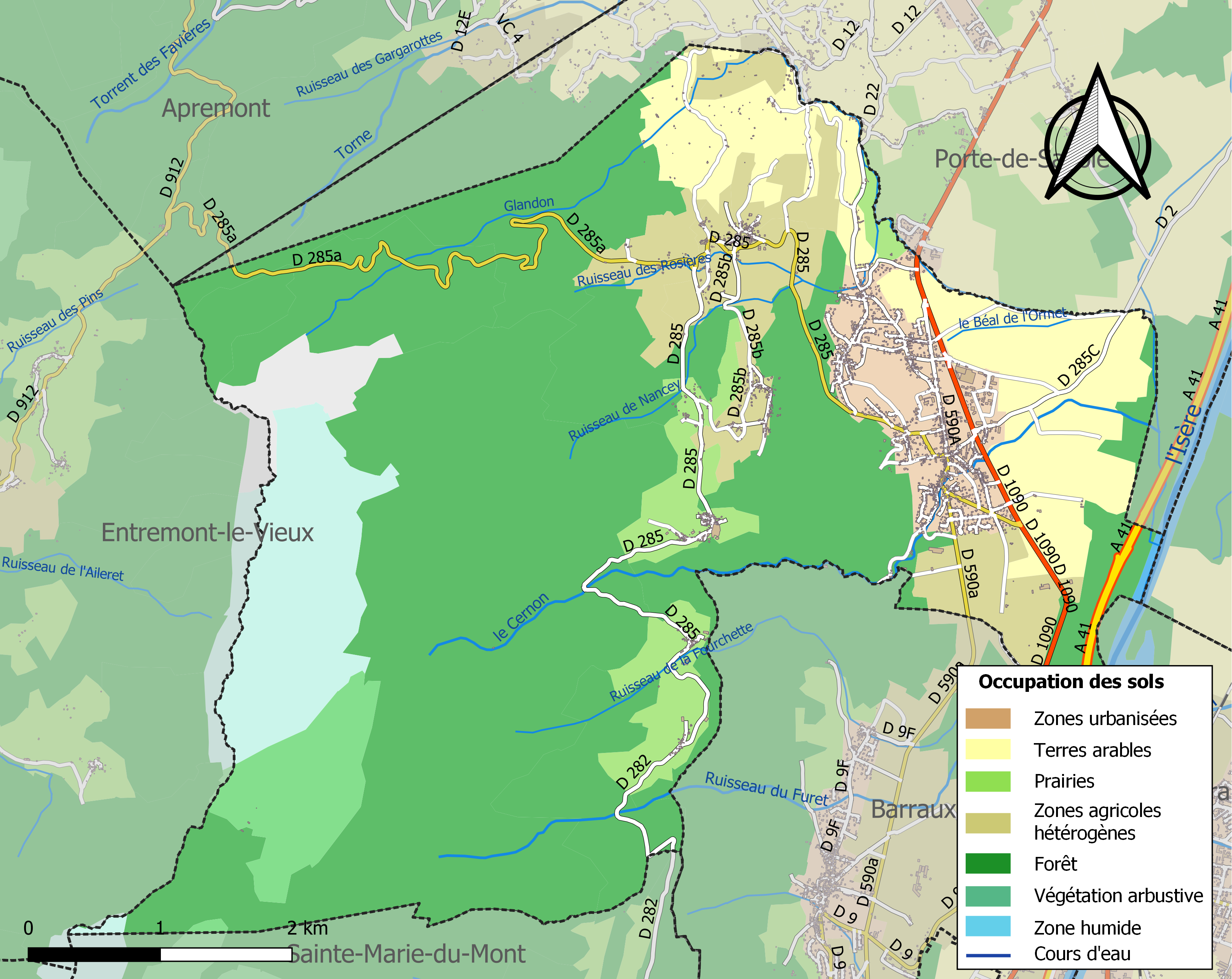
Kaart van de gemeente met de belangrijkste infrastructuur, bodemgebruik en omliggende gemeenten

## Demografie
Onderstaande figuur toont het verloop van het inwonertal (bron: INSEE-tellingen).